# Sankt Oswald ob Eibiswald
Sankt Oswald ob Eibiswald è una frazione di 562 abitanti del comune austriaco di Eibiswald, nel distretto di Deutschlandsberg (Stiria). Già comune autonomo, nel quadro della riforma amministrativa della Stiria il 1º gennaio 2015 è stato aggregato a Eibiswald assieme agli altri ex comuni di Aibl, Großradl, Pitschgau e Soboth.